# Eugène Debongnie
Édouard Eugène Joseph Ghislain Debongnie (16 de noviembre de 1883-21 de septiembre de 1956) fue un deportista francés, nacionalizado belga, que compitió en ciclismo en la modalidad de pista. Ganó una medalla de bronce en el Campeonato Mundial de Ciclismo en Pista de 1905, en la prueba de velocidad individual.

## Medallero internacional
| Representando a Francia |                   |                   |                          |
| Campeonato Mundial      |                   |                   |                          |
| Año                     | Lugar             | Medalla           | Competición              |
| 1905                    | Amberes (Bélgica) | Medalla de bronce | Velocidad individual (A) |